# 布氏夢角鮟鱇
布氏夢角鮟鱇（學名：Oneirodes bradburyae），為輻鰭魚綱鮟鱇目棘茄魚亞目夢角鮟鱇科的其中一種。分布於中西大西洋的墨西哥灣海域，屬深海魚類，棲息深度可達1426公尺，雌魚體長可達2.3公分，生活習性不明，不具任何經濟價值。

## 扩展阅读
維基物種上的相關：布氏夢角鮟鱇